# Diphasium
Diphasium é um género de Vegetais da família lycopodiaceae e da ordem lycopodiales.

## Espécies e distribuição geográfica
Espécimes do gênero Diphasium podem ser encontrados principalmente  no hemisfério sul, exceto a antártida, mas podem ser encontrados na américa central e caribe. Este gênero tem 4 espécies, sendo essas as seguintes espécies:
- Diphasium scariosum
- Diphasium gayanum
- Diphasium jussiaei
- Diphasium lawessonianum